# 6,8 mm Remington SPC

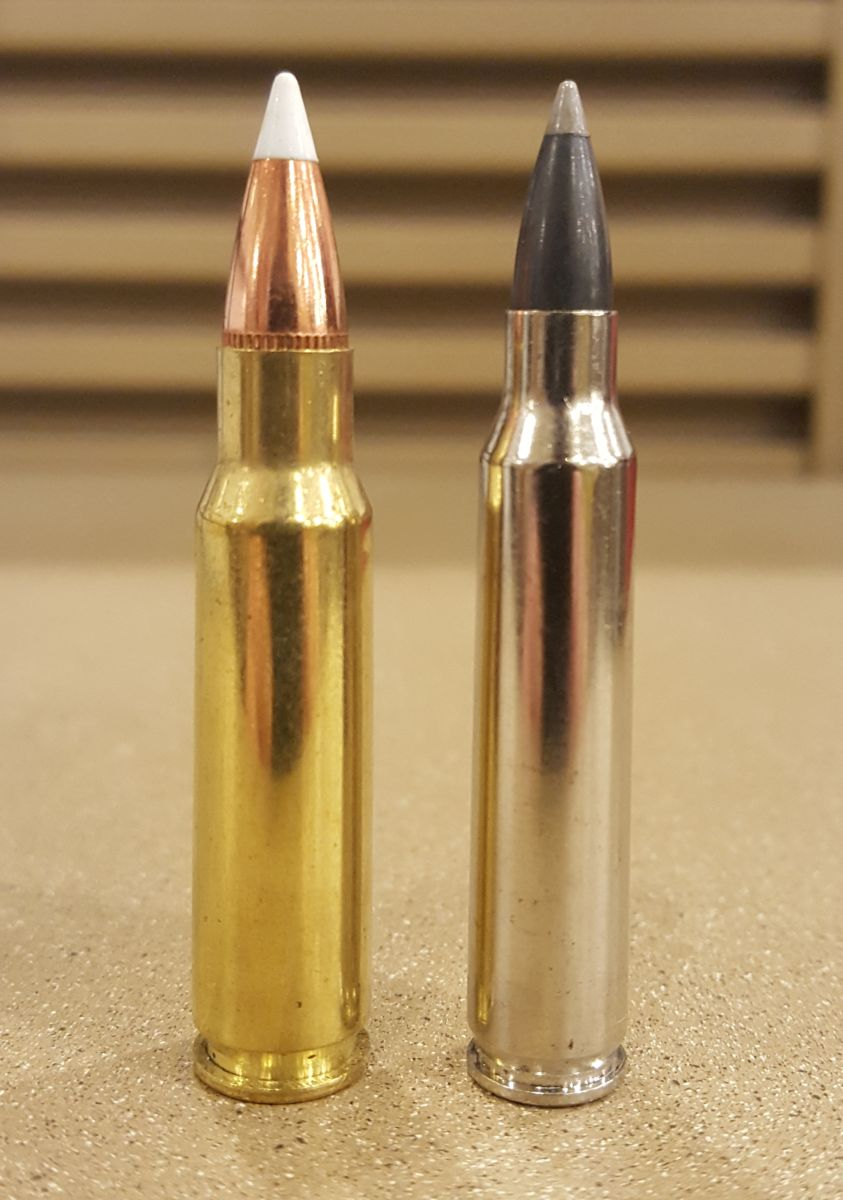
Le 6.8 mm à gauche comparé au 5,56 × 45 mm OTAN.

Le 6,8 mm Remington SPC (6,8 x 43 mm) est une cartouche américaine pour carabine développée au début du XXIe siècle par Remington Arms. Très peu différente du 5,56 × 45 mm OTAN mais plus performante, elle pourrait devenir la nouvelle munition des fusils d'assaut américains et même des pays membres de l'OTAN. Mais, du fait du nombre d’armes en service utilisant le calibre 5,56×45 mm OTAN, le projet est suspendu sine die.

## Dimensions
- Calibre de la balle : 6,8 mm
- Longueur de la douille : 43 mm
- Masse de la balle : 7,5 g
- Vitesse initiale : 850 m/s
- Énergie initiale : 2 700 J

## Développement
La cartouche 6,8 mm de la SPC a été conçue pour combler les lacunes de la performance terminale de la 5,56x45 mm, cartouche OTAN actuellement en service dans les forces armées occidentales. La cartouche a été le résultat du programme cartouche de fusil améliorée. Participant au programme des Forces Spéciales de l'armée américaine, ainsi que les armuriers et autres techniciens de l'Unité de l'armée américaine de tir de précision. Le but était de créer une cartouche pour combler l'écart entre 5,56x45 mm et le 7,62x51 mm OTAN.
Le programme a commencé la conception en utilisant une cartouche Remington .300, qui a été modifiée en longueur pour s'intégrer dans des chargeurs qui seraient logés dans la famille des fusils d'assaut M16 et carabines qui sont actuellement en service dans les forces armées américaines.
Les essais ont déterminé qu'un projectile de calibre 6,5 mm avait la meilleure précision, mais qu'un projectile de 7 mm avait une meilleure performance terminale. D'autres tests ont montré qu'un projectile de calibre 6,8 mm était le meilleur compromis entre les deux, offrant exactitude, fiabilité et bonnes performances jusqu'à 500 mètres. La combinaison de l'étui, de la charge de poudre, et du projectile a facilement surpassé la cartouche soviétique 7.62x39mm, et la nouvelle cartouche s'avère être d'environ 61 m/s (200 ft/s) plus rapide. La cartouche résultante a été nommée la cartouche à usage spéciale Remington 6.8 (en anglais : SPC - Special Purpose Cartridge) en raison de la taille de ses projectiles et le fait qu'elle a été basée sur la cartouche .300 Remington. Cependant, dans les dix années de son existence[Quand ?], il semble qu'il s'agisse plus d'une cartouche à usage général dans la chasse, les corps militaires et policiers et l'auto-défense.
En général, l'adaptation d'un fusil type fusil d'assaut chambré en 5,56 à la nouvelle cartouche nécessite le remplacement du canon de l'arme, de la culasse, du chargeur et du cache-flamme (le cas échéant). Mais, pour rationaliser et simplifier le processus de conversion, de nombreux fabricants de pièces vendent le boîtier supérieur complet chambré en 6,8 SPC aux côtés de leurs kits de conversion portant sur les différentes parties clés. Bien qu'un ensemble complet de 6,8 SPC soit un peu plus couteux, la conversion d'un fusil 5,56 mm existant en 6,8 SPC, en utilisant un ensemble supérieur complet, prend moins d'une minute sur une plate-forme de fusil d'assaut sans le besoin d'outils ou des compétences spéciales. En revanche, lorsqu'on échange les composants individuels, un niveau d'expertise significatif, des outils spéciaux, et du temps sont généralement nécessaires afin de détacher le canon du boîtier supérieur du fusil et le système de gaz. Et, inversement ces mêmes contraintes s'appliquent pour le remontage de la partie supérieure du boîtier avec le nouveau canon de 6,8 SPC. En plus, il y a le fait d'avoir à réajuster les mires si un nouveau canon est placé sur le boîtier supérieur existant.